# 圣塞泽尔
圣塞泽尔（法語：Saint-Cézert，法語發音：[sɛ̃ sezɛʁ]）是法国上加龙省的一个市镇，属于图卢兹区。

## 地理
圣塞泽尔（43°46'54"N, 1°11'40"E）面积8.94 平方千米，位于法国奧克西塔尼大區上加龙省，该省份为法国西南部内陆省份，西南端与西班牙接壤，自此顺时针与上比利牛斯省、热尔省、塔恩-加龙省、塔恩省、奥德省和阿列日省接壤。
与圣塞泽尔接壤的市镇（或旧市镇、城区）包括：欧康维尔、勒比尔戈、格勒纳德、洛纳克。
圣塞泽尔的时区为UTC+01:00、UTC+02:00（夏令时）。

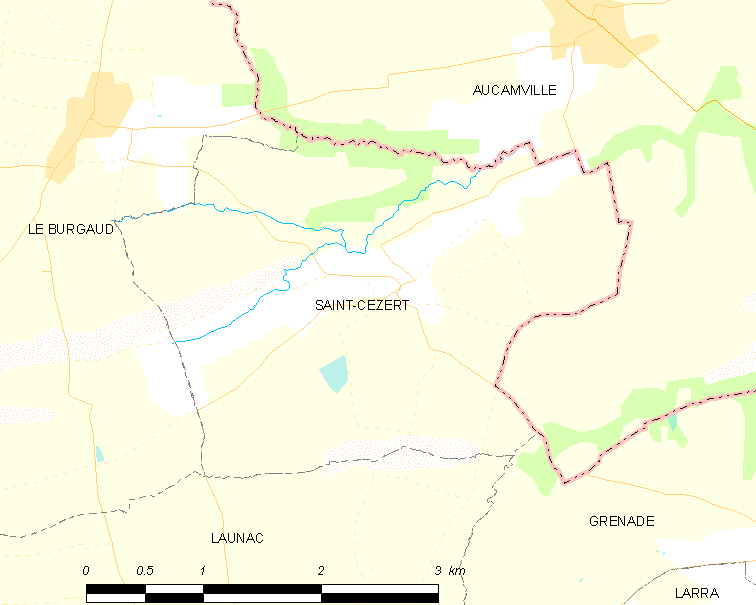
圣塞泽尔的OSM定位图

## 行政
圣塞泽尔的邮政编码为31330，INSEE市镇编码为31473。

## 政治
圣塞泽尔所属的省级选区为莱格万县。

## 人口

1962-2008年间圣塞泽尔人口变化图示

圣塞泽尔于2022年1月1日时的人口数量为443人。

## 图集

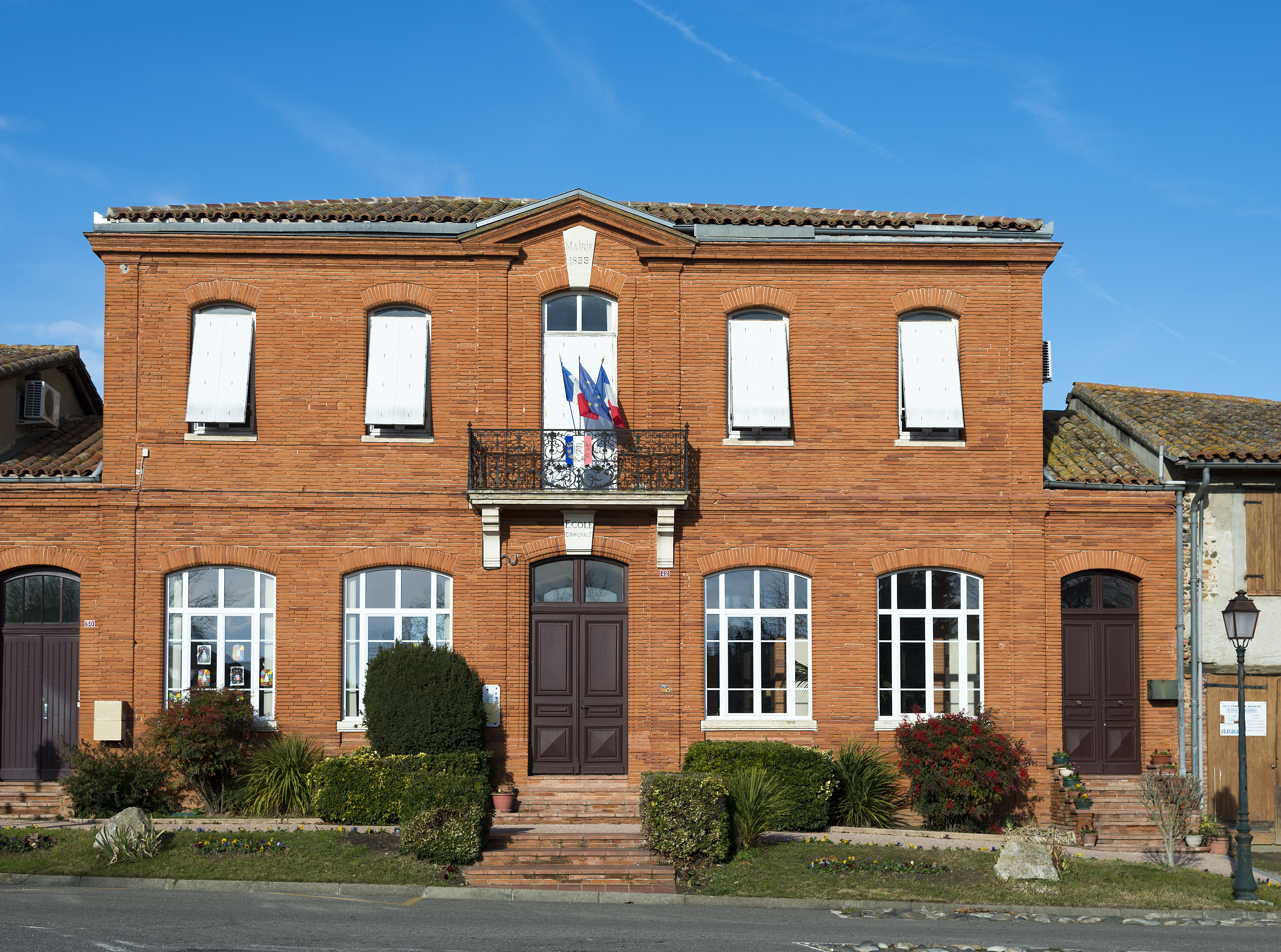
市政厅
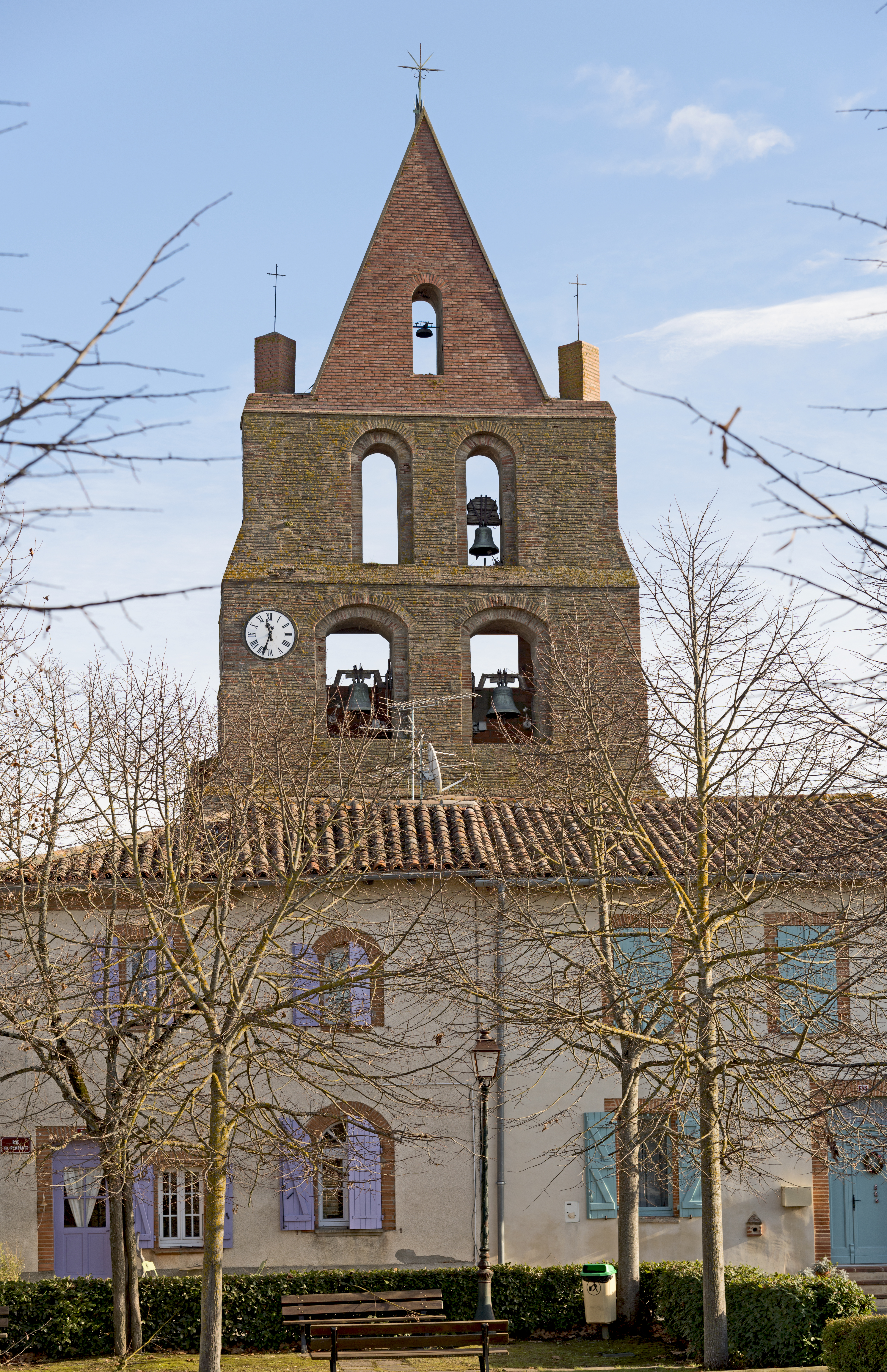
教堂